# Flughafen Svolvær, Helle

i7
i11
i13

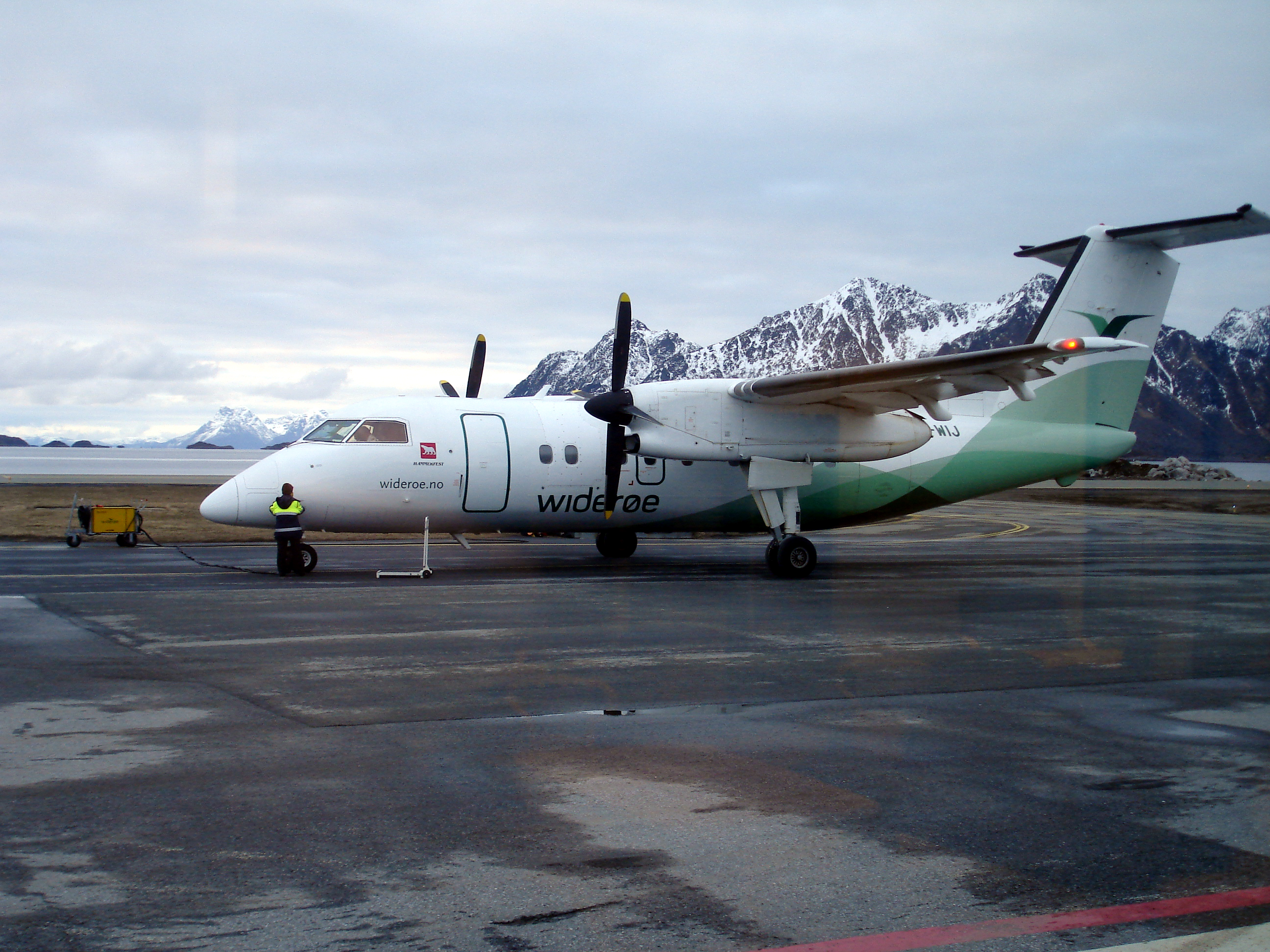
De Havilland Dash 8-100 der Fluggesellschaft Widerøe auf dem Flughafen Svolvær

Der Flughafen Svolvær, Helle (norwegisch Svolvær lufthavn, Helle, IATA-Code: SVJ, ICAO-Code: ENSH) ist ein nordnorwegischer Flughafen.
Er befindet sich in der Provinz Nordland auf den Lofoten auf dem Gebiet der Kommune Vågan, rund sechs Kilometer östlich der Stadt Svolvær.
Betreiber des Flughafens ist das norwegische Staatsunternehmen Avinor.
Der Flughafen wird nur von der norwegischen Regionalfluggesellschaft Widerøe angeflogen (Stand September 2013).
Direkte Linienflugverbindungen gibt es nach Bodø und Røst.